# 虞世南

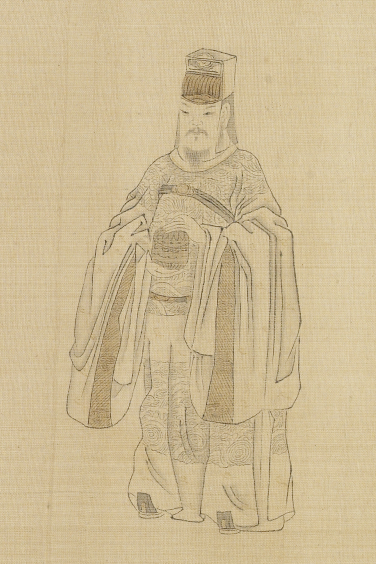
虞世南

虞世南（558年—638年7月11日），字伯施，越州餘姚（今浙江餘姚）人，唐朝官员、文学家、诗人、书法家。能文辞，与欧阳询、褚遂良、薛稷合称“初唐四大家”。工书法，与欧阳询、褚遂良被日本学界合称为“初唐三大家”。编有《北堂书钞》一百六十卷，被誉为唐代四大类书之一，是中国现存最早的类书之一。《全唐诗》存其诗一卷。

## 生平
沉靜寡欲，為人正直，博聞強記。过继给叔父虞寄，与兄长虞世基受业于顾野王。在隋朝做過秘书郎，自编《北堂书钞》，又参与编写《长洲玉镜》。後來成為唐太宗身邊的重臣，任弘文馆学士兼著作郎，官至秘書監，封永兴县子（故世称虞永兴）。贞观八年（634年）进封永兴县公。贞观十二年（638年），致仕，授银青光禄大夫，弘文馆学士如故，禄赐防閤视京官职事者。同年卒，年八十一，陪葬昭陵，追赠礼部尚书，绘像列于凌烟阁，为凌烟阁二十四功臣之一。卒諡文懿。

## 书法

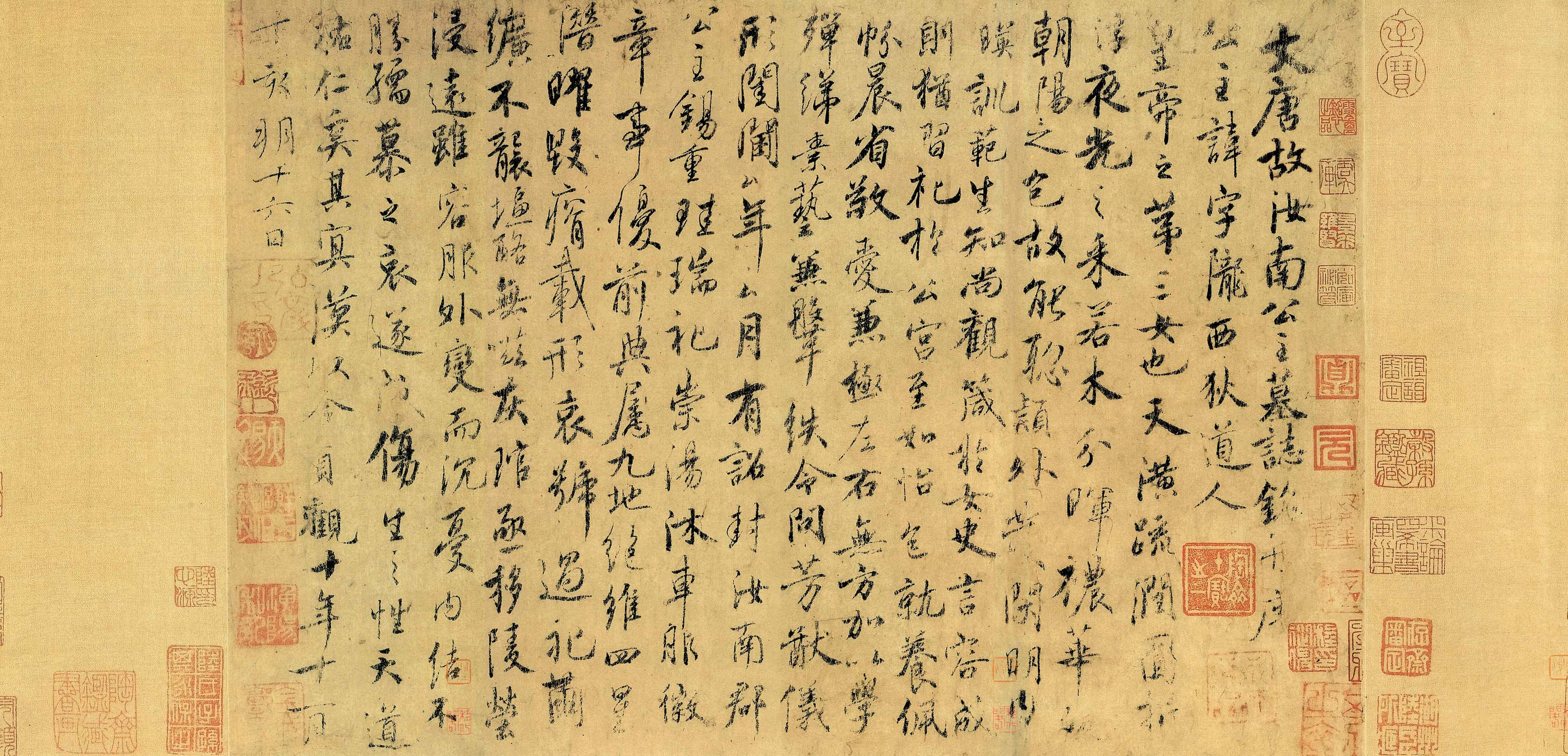
虞世南《汝南公主墓志》

年轻时学书于当时著名书法家智永（王羲之七世孙），得其真传，深得“二王”妙旨和智永笔法。

### 书法代表作品
- 《孔子庙堂碑》
- 《積時帖》(真蹟散佚，僅存明《餘清齋帖》刻本)
- 《汝南公主墓志》(偽作)
- 《虞世南行書摹蘭亭序卷》: 因卷中有元代天曆內府藏印，故亦稱“天曆本”。

《唐人摹兰亭序三种》之一传为虞世南真迹。

## 诗

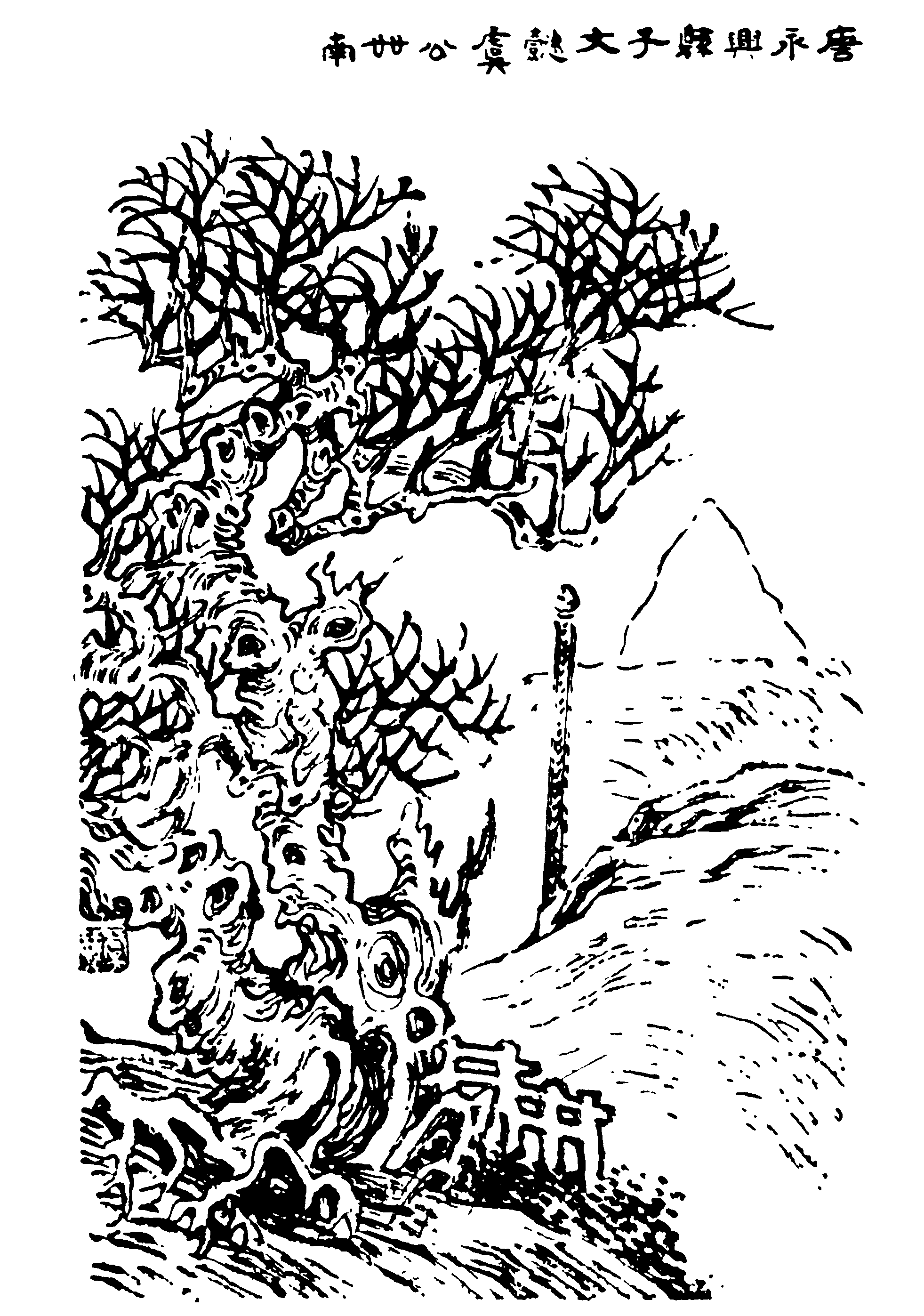
唐永興縣子文懿虞公世南（清代畫家虞琴所繪，出自《四明人鑑》）

虞世南亦是初唐大诗人，代表作有《出塞》、《结客少年场行》、《怨歌行》、《赋得临池竹应制》、《蝉》、《奉和咏风应魏王教》、《詠螢》、《詠舞》等。

## 著作
- 《北堂书钞》
- 相传《兔园策》也是他所写[1]。

## 评价
唐太宗称他德行、忠直、博学、文词、书翰为五绝（“世南一人，有出世之才，遂兼五绝。一曰忠谠，二曰友悌，三曰博文，四曰词藻，五曰书翰。”）。

## 家族

### 生父
- 虞荔

### 嗣父
- 虞寄，南陈中书侍郎。

### 兄
- 虞世基，隋朝舊臣。

### 子孙
- 虞昶，工部侍郎。
- 虞秀姚（隋大业七年（611年）—唐麟德元年六月二十六日（664年7月24日）），字思礼，嫁唐右卫长史骑都尉兰陵县公萧鉴字玄明（？—永徽四年二月十三日（653年3月17日））。
- 虞氏，嫁袁朗子，有一子袁谊[3]。

虞世南孙虞謇，龙州刺史。虞謇女虞氏（683年—725年3月31日），嫁沈从道。

## 延伸閱讀
[在维基数据编辑]
 在维基文库阅读此作者作品（ 在维基共享资源阅览影像）
 《四明人鑑·唐永興縣子銀青光祿大夫文懿虞公世南》，出自《四明人鑑》
 《舊唐書·卷72》，出自刘昫《舊唐書》
 《新唐書·卷102》，出自《新唐書》

## 外部連結
- 藏品-法書-虞世南行書摹蘭亭序卷